# 글로벌선진학교
글로벌선진학교(Global Vision Christian School)는 미국의 AP교육과정으로 운영되는 국내의 인가된 국제화 대안학교이다. 설립 이사장은 남진석 목사이며 2003년에 음성캠퍼스를 개교하였다. 2011년에는 경상북도 문경시 영순면에 있는 옛 영순중학교 부지에 분교인 문경캠퍼스를 개교하였다. 2015년 미국의 펜실베니아 캠퍼스를 개교하였고, 2017년 세종에 글로벌교육센터(종촌)를 설립하였다. 또한 2018년에는 GEFE(Global Education Fair in Europe)를 독일 프랑크프루트에서 성공적으로 개최하였다. 2019년 두번째 글로벌교육센터(보람)가 설립되었으며 2020년 세번째 글로벌교육센터(소담·반곡)가 설립되어 운영 중이다. 2023년에는 GEFLA(Global Education Fair in Latin America)를 과테말라 과테말라 시티에서 성공적으로 개최하였다.

## 캠퍼스
- 음성캠퍼스 : 충청북도 음성군 원남면 원중로 406-9
- 문경캠퍼스 : 경상북도 문경시 영순면 영순로 366
- 미국캠퍼스 : 13535 Broadfording Church Road, Hagerstown, MD 21740
- 글로벌교육센터(종촌) : 세종특별자치시 도움1로 106, 메가시티 3층
- 글로벌교육센터(보람) : 세종특별자치시 남세종로 458, 아리랑빌딩 5~7층
- 글로벌교육센터(소담·반곡) : 세종특별자치시 소담로 70, 레전드타워 4층

## 연혁
2020.01 글로벌선진학교 세종캠퍼스 제3교육센터 설립
2019.12 글로벌선진학교 제15회 졸업식(74명)
2019.12 글로벌선진학교문경캠퍼스 제7회 졸업식(60명)
2019.12 글로벌선진학교문경캠퍼스 실내체육관 준공식
2019.09 법인명칭변경 사)글로벌교육선교회 → 사)글로벌선진교육
2019.06 Global Youth Forum & Global Academic Olympiad(6개국 20개팀)
2019.06 GVCS 펜실베니아캠퍼스 제3회 졸업식(35명)
2019.05 글로벌선진학교문경캠퍼스 실내체육관 기공
2019.04 글로벌선진학교문경캠퍼스 경북대학교 농업생명과학대학 MOU체결
2019.03 글로벌선진학교 제7대 고영선 교장 취임
2019.01 글로벌선진학교 세종캠퍼스 제2교육센터 설립
2018.12 글로벌선진학교 제14회 졸업식(65명)
2018.12 글로벌선진학교 문경캠퍼스 제6회 졸업식(51명)
2018.12 글로벌선진학교 제 6대 조인진 교장 이임
2018.10 글로벌선진교육 유럽대회(Global Education Fair in Europe)
2018.06 GVCS 펜실베니아캠퍼스 제2회 졸업식(6명)
2018.05 9803 기념대회
2018.05 문경캠퍼스 체육관 기공식
2018.05 글로벌선진학교 문경캠퍼스 JMA(Junior Military Academy)창단
2017.11 글로벌선진교육[사)글로벌교육선교회 / 글로벌선진학교] 설립기념일 지정 (매년 5월 15일)
2017.07 글로벌선진학교 문경캠퍼스 제5대 이명훈 교장 취임
2017.07 글로벌선진학교 문경캠퍼스 제4대 박주영 교장 이임
2017.06 GVCS 펜실베니아캠퍼스 제2대 Joshua Kang 교장 취임
2017.06 GVCS 펜실베니아캠퍼스 제1대 조성률 교장 이임
2017.06 GVCS 펜실베니아 캠퍼스 제1회 졸업식(15명)
2017.06 Global Youth Forum & Global Academic Olympiad (9개국 26개팀)
2017.02 글로벌선진학교 세종캠퍼스 제1교육센터 설립
2016.12 글로벌선진학교 제12회 졸업식 (74명)
2016.12 글로벌선진학교 문경캠퍼스 제4회 졸업식 (94명)
2016.06 Global Youth Forum & Global Academic Olympiad (7개국 20개팀)
2016.02 글로벌선진학교 문경캠퍼스 제3회 졸업식 (83명)
2015.12 글로벌선진학교 제11회 졸업식 (62명)
2015.08 미국캠퍼스 정식 개교
2015.03 글로벌선진학교 제6대 조인진 교장 중임
2015.02 글로벌선진학교 문경캠퍼스 제2회 졸업식 (62명)
2015.02 제1대 조성률 교장 취임 (현 GVCS 펜실베니아캠퍼스)
2014.12 글로벌선진학교 제10회 졸업식 (78명)
2014.12 글로벌선진학교 중, 고등학생 축구부 창단(축구협회공식인정)
2014.10 글로벌선진학교 SAT Test Center 인증
2014.08 BCA-GVCS USA 캠퍼스(미국 펜실베니아) 시범운영
2014.02 태권도교육단 홍병진 원장 취임
2014.02 글로벌선진학교 문경캠퍼스 고등부 야구단 창단(KBO공식
2014.02 글로벌선진학교 문경캠퍼스 제1회 졸업식 (45명)
2013.12 글로벌선진학교 제9회 졸업식 (79명)
2013.08 글로벌선진학교 문경캠퍼스 제4대 박주영 교장 취임
2013.08 글로벌선진학교 문경캠퍼스 제3대 강성봉 교장 취임
2013.07 Global Youth Forum (3개국 15팀 참여)
2013.03 글로벌선진학교 문경캠퍼스 제3대 강성봉 교장 취임
2013.03 글로벌선진학교 문경캠퍼스 제2대 이정주 교장 이임
2013.03 글로벌선진학교 문경캠퍼스(각종학교/대안학교)로 공식 재 개교
2013.02 글로벌선진학교 제8회 졸업식 (79명)
2012.11 GVCS 문경캠퍼스 경상북도교육청 대안학교 설립인가 승인 (중/고등 학력인정)
2012.02 제2대 이정주 교장 취임 (현 글로벌선진학교 문경캠퍼스)
2012.02 제1대 John Dunlavey 교장 이임 (현 글로벌선진학교 문경캠퍼스)
2012.02 글로벌선진학교 제7회 졸업식 (81명)
2011.11 글로벌비전연수원 준공식
2011.11 GEM, INC 미주법인설립 (U.S.A)
2011.09 GVCS 문경캠퍼스 축구단 창단
2011.07 글로벌선진학교 제6회 졸업식 (64명)
2011.05 GVCS 문경캠퍼스 준공식
2011.03 GVCS 문경캠퍼스 중등부 야구단 창단
2011.03 제1대 John Dunlavey 교장 취임 (현 글로벌선진학교 문경캠퍼스)
2011.03 GVCS 문경캠퍼스 개교
2011.03 글로벌선진학교 제5대 조인진 교장 취임
2011.03 글로벌선진학교 제4대 조성률 교장 이임
2011.03 글로벌선진학교(각종학교/대안학교)로 공식 재 개교
2010.11 GVCS 음성캠퍼스에서 글로벌선진학교로 교명 변경
2010.11 GVCS 음성캠퍼스 충청북도교육청 대안학교 설립인가 승인 (중/고등 학력인정)
2010.06 GVCS 음성캠퍼스 제5회 졸업식 (71명)
2010.03 GVCS 문경캠퍼스 기공
2010.02 GVCS 태국캠퍼스 설립, 운영을 위한 협약
2009.12 글로벌교육선교회(임의 단체)에서 “사단법인 글로벌교육선교회” 전환창립
2009.08 제4대 조성률 교장 취임 (현 글로벌선진학교)
2009.08 제3대 John Dunlavey 교장 이임 (현 글로벌선진학교)
2009.06 GVCS 음성캠퍼스 제4회 졸업식 (60명)
2008.12 GVCS 문경캠퍼스 설립을 위한 관/학 협력 협약
2008.06 GVCS 음성캠퍼스 제3회 졸업식 (20명)
2008.04 제1회GVYF(Global Vision Youth Forum) Seattle, WA

## 참고 자료
- 글로벌선진학교 - 한국교육학술정보원 학교알리미